# Nederlandse kampioenschappen atletiek 2024
In 2024 werden de Nederlandse kampioenschappen atletiek van 28 tot en met 30 juni gehouden in Hengelo's Fanny Blankers-Koen Stadion in de Hengelose wijk Berflo Es. Het was voor de tweede keer in 35 jaar dat de titelstrijd in Hengelo plaatsvond. De eerste keer was in 1989. De organisatie was in handen van atletiekvereniging Marathon Pim Mulier in samenwerking met de Stichting FBK en de Atletiekunie.
De 10.000 m vond plaats tijdens de 'Next Generation Athletics' wedstrijden op 18 mei in Nijmegen.

## Uitslagen

### 100 m
| wind: +1,0 m/s | wind: +1,0 m/s | wind: +1,0 m/s |
| rang           | atleet         | prestatie      |
| -------------- | -------------- | -------------- |
| Goud           | Elvis Afrifa   | 10,18 s        |
| Zilver         | Taymir Burnet  | 10,26 s        |
| Brons          | Nsikak Ekpo    | 10,37 s        |

| wind: +1,2 m/s | wind: +1,2 m/s        | wind: +1,2 m/s |
| rang           | atlete                | prestatie      |
| -------------- | --------------------- | -------------- |
| Goud           | Tasa Jiya             | 11,22 s        |
| Zilver         | Nadine Visser         | 11,32 s        |
| Brons          | Marije van Hunenstijn | 11,41 s        |

### 200 m
| wind: +1,8 m/s | wind: +1,8 m/s      | wind: +1,8 m/s |
| rang           | atleet              | prestatie      |
| -------------- | ------------------- | -------------- |
| Goud           | Onyema Adigida      | 20,35 s        |
| Zilver         | Liemarvin Bonevacia | 20,43 s        |
| Brons          | Nsikak Ekpo         | 20,67 s        |

| wind: +1,9 m/s | wind: +1,9 m/s | wind: +1,9 m/s |
| rang           | atlete         | prestatie      |
| -------------- | -------------- | -------------- |
| Goud           | Tasa Jiya      | 22,62 s        |
| Zilver         | Lieke Klaver   | 22,72 s        |
| Brons          | Femke Bol      | 22,80 s        |

### 400 m
| rang   | atleet             | prestatie |
| ------ | ------------------ | --------- |
| Goud   | Isaya Klein Ikkink | 45,61 s   |
| Zilver | Jonas Phijffers    | 45,75 s   |
| Brons  | Isayah Boers       | 46,39 s   |

| rang   | atlete               | prestatie |
| ------ | -------------------- | --------- |
| Goud   | Lisanne de Witte     | 51,89 s   |
| Zilver | Eveline Saalberg     | 52,46 s   |
| Brons  | Myrte van der Schoot | 52,48 s   |

### 800 m
| rang   | atleet          | prestatie |
| ------ | --------------- | --------- |
| Goud   | Ryan Clarke     | 1.45,31   |
| Zilver | Samuel Chapple  | 1.45,63   |
| Brons  | Tony van Diepen | 1.46,35   |

| rang   | atlete                 | prestatie |
| ------ | ---------------------- | --------- |
| Goud   | Priscilla van Oorschot | 2.04,58   |
| Zilver | Bregje Sloot           | 2.05,01   |
| Brons  | Maud de Jong           | 2.05,69   |

### 1500 m
| rang   | atleet           | prestatie |
| ------ | ---------------- | --------- |
| Goud   | Stefan Nillessen | 3.35,80   |
| Zilver | Noah Baltus      | 3.36,99   |
| Brons  | Job IJtsma       | 3.37,20   |

| rang   | atlete          | prestatie |
| ------ | --------------- | --------- |
| Goud   | Marissa Damink  | 4.26,06   |
| Zilver | Maureen Koster  | 4.26,59   |
| Brons  | Femke Rosbergen | 4.27,76   |

### 5000 m
| rang   | atleet          | prestatie |
| ------ | --------------- | --------- |
| Goud   | Mahadi Abdi Ali | 14.02,05  |
| Zilver | Noah Schutte    | 14.03,99  |
| Brons  | Nik Lemmink     | 14.06,56  |

| rang   | atlete              | prestatie |
| ------ | ------------------- | --------- |
| Goud   | Diane van Es        | 15.15,70  |
| Zilver | Julia van Velthoven | 15.32,40  |
| Brons  | Silke Jonkman       | 15.43,78  |

### 10.000 m[1]
| rang   | atleet          | prestatie |
| ------ | --------------- | --------- |
| Goud   | Frank Futselaar | 29.01,45  |
| Zilver | Nik Lemmink     | 29.03,35  |
| Brons  | Tom Hendrikse   | 29.12,06  |

| rang   | atlete             | prestatie |
| ------ | ------------------ | --------- |
| Goud   | Veerle Bakker      | 32.36,64  |
| Zilver | Yasmine Hillebrink | 34.45,68  |
| Brons  | Britt Ummels       | 35.30,22  |

### 110 m horden/100 m horden
| wind: +2,4 m/s | wind: +2,4 m/s | wind: +2,4 m/s |
| rang           | atleet         | prestatie      |
| -------------- | -------------- | -------------- |
| Goud           | Matthew Sophia | 13,46 s        |
| Zilver         | Koen Smet      | 13,49 s        |
| Brons          | Timme Koster   | 13,62 s        |

| wind: +2,0 m/s | wind: +2,0 m/s    | wind: +2,0 m/s |
| rang           | atlete            | prestatie      |
| -------------- | ----------------- | -------------- |
| Goud           | Maayke Tjin A-Lim | 12,97 s        |
| Zilver         | Mira Groot        | 13,44 s        |
| Brons          | Eefje Boons       | 13,49 s        |

### 400 m horden
| rang   | atleet        | prestatie |
| ------ | ------------- | --------- |
| Goud   | Nick Smidt    | 49,42 s   |
| Zilver | Daan Kneppers | 51,13 s   |
| Brons  | Binne Brok    | 51,15 s   |

| rang   | atlete            | prestatie |
| ------ | ----------------- | --------- |
| Goud   | Cathelijn Peeters | 55,24 s   |
| Zilver | Nina Franke       | 57,77 s   |
| Brons  | Abigail Noruwa    | 58,55 s   |

### 3000 m steeple
| rang   | atleet          | prestatie |
| ------ | --------------- | --------- |
| Goud   | Nick Marsman    | 8.45,57   |
| Zilver | Nathan Houwaard | 8.47,27   |
| Brons  | Tim de Wild     | 9.04,05   |

| rang   | atlete               | prestatie |
| ------ | -------------------- | --------- |
| Goud   | Veerle Bakker        | 10.06,96  |
| Zilver | Kristel van den Berg | 10.17,03  |
| Brons  | Anouk van Gils       | 10.19,41  |

### Verspringen
| rang   | atleet                   | prestatie         |
| ------ | ------------------------ | ----------------- |
| Goud   | Jeff Tesselaar           | 7,47 m (+0,8 m/s) |
| Zilver | Fabian Biondina          | 7,36 m (-0,3 m/s) |
| Brons  | Baboucar Sallah Mohammed | 7,26 m (+0,3 m/s) |

| rang   | atlete              | prestatie         |
| ------ | ------------------- | ----------------- |
| Goud   | Pauline Hondema     | 6,68 m (+2,1 m/s) |
| Zilver | Ilse Steigenga      | 6,30 m (+2,3 m/s) |
| Brons  | Bente van der Stoel | 6,16 m (+1,8 m/s) |

### Hink-stap-springen
| rang   | atleet                   | prestatie          |
| ------ | ------------------------ | ------------------ |
| Goud   | Baboucar Sallah Mohammed | 15,11 m (+1,5 m/s) |
| Zilver | Antonny Ediagbonya       | 14,76 m (+0,7 m/s) |
| Brons  | Alexander Soethout       | 14,68 m (+1,6 m/s) |

| rang   | atlete              | prestatie          |
| ------ | ------------------- | ------------------ |
| Goud   | Kellynsia Leerdam   | 12,92 m (-2,3 m/s) |
| Zilver | Maureen Herremans   | 12,85 m (-1,6 m/s) |
| Brons  | Bente van der Stoel | 12,52 m (-1,4 m/s) |

### Hoogspringen
| rang   | atleet         | prestatie |
| ------ | -------------- | --------- |
| Goud   | Douwe Amels    | 2,16 m    |
| Zilver | Ridzerd Punt   | 2,14 m    |
| Brons  | Tijmen van Hal | 2,08 m    |

| rang   | atlete         | prestatie |
| ------ | -------------- | --------- |
| Goud   | Britt Weerman  | 1,91 m    |
| Zilver | Glenka Antonia | 1,87 m    |
| Brons  | Sofie Dokter   | 1,85 m    |

### Polsstokhoogspringen
| rang   | atleet      | prestatie |
| ------ | ----------- | --------- |
| Goud   | Menno Vloon | 5,84 m    |
| Zilver | Jip Haest   | 5,06 m    |
| Brons  | Bjorn Sloot | 4,66 m    |

| rang   | atlete             | prestatie |
| ------ | ------------------ | --------- |
| Goud   | Marijke Wijnmaalen | 4,21 m    |
| Zilver | Elise de Jong      | 4,16 m    |
| Brons  | Kristina Tergau    | 3,96 m    |

### Kogelstoten
| rang   | atleet             | prestatie |
| ------ | ------------------ | --------- |
| Goud   | Sven Poelmann      | 19,70 m   |
| Zilver | Bjorn Van Kins     | 17,76 m   |
| Brons  | Matyas Kerekgyarto | 17,44 m   |

| rang   | atlete              | prestatie |
| ------ | ------------------- | --------- |
| Goud   | Jessica Schilder    | 19,79 m   |
| Zilver | Jorinde van Klinken | 17,68 m   |
| Brons  | Benthe König        | 17,59 m   |

### Discuswerpen
| rang   | atleet               | prestatie |
| ------ | -------------------- | --------- |
| Goud   | Shaquille Emanuelson | 63,30 m   |
| Zilver | Yannick Rolvink      | 55,97 m   |
| Brons  | Marijn van den Born  | 50,29 m   |

| rang   | atlete              | prestatie |
| ------ | ------------------- | --------- |
| Goud   | Jorinde van Klinken | 64,17 m   |
| Zilver | Alida van Daalen    | 63,54 m   |
| Brons  | Danara Stoppels     | 50,49 m   |

### Speerwerpen
| rang   | atleet           | prestatie |
| ------ | ---------------- | --------- |
| Goud   | Tom Egbers       | 80,36 m   |
| Zilver | Thomas van Ophem | 72,65 m   |
| Brons  | Ryan Jansen      | 70,11 m   |

| rang   | atlete          | prestatie |
| ------ | --------------- | --------- |
| Goud   | Dewi Lafontaine | 54,71 m   |
| Zilver | Sietske Verkade | 51,04 m   |
| Brons  | Danara Stoppels | 50,83 m   |

### Kogelslingeren
| rang   | atleet            | prestatie |
| ------ | ----------------- | --------- |
| Goud   | Denzel Comenentia | 73,55 m   |
| Zilver | Dennis Hemelaar   | 60,55 m   |
| Brons  | Etiènne Orbons    | 58,64 m   |

| rang   | atlete          | prestatie |
| ------ | --------------- | --------- |
| Goud   | Judith Essemiah | 62,84 m   |
| Zilver | Linda Prop      | 58,25 m   |
| Brons  | Eva Reinders    | 57,65 m   |

### Tienkamp/Zevenkamp
| rang   | atleet             | prestatie |
| ------ | ------------------ | --------- |
| Goud   | Lucas van Klaveren | 7993 p    |
| Zilver | Twan van Rijn      | 7415 p    |
| Brons  | Owen Beuckens      | 7402 p    |

| rang   | atlete           | prestatie |
| ------ | ---------------- | --------- |
| Goud   | Sophia Mulder    | 5853 p    |
| Zilver | Myke van de Wiel | 5698 p    |
| Brons  | Hanna van Baast  | 5572 p    |

1904 · 
1908 · 
1909 · 
1910 · 
1911 · 
1912 · 
1913 · 
1914 · 
1915 · 
1917 · 
1918 · 
1919 · 
1920 · 
1921 · 
1922 · 
1923 · 
1924 · 
1925 · 
1926 · 
1927 · 
1928 · 
1929 · 
1930 · 
1931 · 
1932 · 
1933 · 
1934 · 
1935 · 
1936 · 
1937 · 
1938 · 
1939 · 
1940 · 
1941 · 
1942 · 
1943 · 
1944 · 
1946 · 
1947 · 
1948 · 
1949 · 
1950 · 
1951 · 
1952 · 
1953 · 
1954 · 
1955 · 
1956 · 
1957 · 
1958 · 
1959 · 
1960 · 
1961 · 
1962 · 
1963 · 
1964 · 
1965 · 
1966 · 
1967 · 
1968 · 
1969 · 
1970 · 
1971 · 
1972 · 
1973 · 
1974 · 
1975 · 
1976 · 
1977 · 
1978 · 
1979 · 
1980 · 
1981 · 
1982 · 
1983 · 
1984 · 
1985 · 
1986 · 
1987 · 
1988 · 
1989 · 
1990 · 
1991 · 
1992 · 
1993 · 
1994 · 
1995 · 
1996 · 
1997 · 
1998 · 
1999 · 
2000 · 
2001 · 
2002 · 
2003 · 
2004 · 
2005 · 
2006 · 
2007 · 
2008 · 
2009 · 
2010 · 
2011 · 
2012 · 
2013 · 
2014 · 
2015 · 
2016 ·
2017 ·
2018 ·
2019 ·
2020 ·
2021 ·
2022 ·
2023 ·
2024 ·
2025